# 스테프 쿡
스테퍼니 제인 "스테프" 쿡(영어: Stephanie Jayne "Steph" Cook, MBE, 1972년 2월 7일 ~ )은 영국의 은퇴한 근대 5종 선수이다. 2000년 하계 올림픽 금메달리스트이다.

## 경력
쿡은 스코틀랜드 노스에어셔 어빈에서 태어났다. 베드퍼드 고등학교와 퍼스 여학교(Perse School for Girls)에서 교육을 받았다.
케임브리지 대학교 피어하우스 칼리지에 진학한 쿡은 학교에서 조정을 배웠고, 옥스퍼드 대학교 링컨 칼리지 재학 중에 근대5종 경기를 시작했다. 또한 1995년부터 1996년까지 옥스퍼드 대학교 근대5종 협회의 회장을 지내기도 했다.
2000년 시드니에서 열린 2000년 하계 올림픽에서 금메달을 획득했으며, 2001년 세계 선수권 대회와 2001년 유럽 선수권 대회 개인 종합에서 우승한 뒤 은퇴했다.

## 서훈
- 2001년 대영 제국 훈장 5등급(MBE) 수훈[1]